# Les Artigues (el Meüll)
Les Artigues és un indret i partida del terme municipal de Castell de Mur, dins de l'antic terme de Mur, al Pallars Jussà.
Està situada al sud de la partida de Censada, a prop del límit del terme amb Sant Esteve de la Sarga, al nord-est del paratge de les Alzines. És a l'esquerra del barranc de Carboners i a ponent de la Serra de Carboner.

## Etimologia
Segons estableix Joan Coromines, una artiga era un tros de terra en què han arrabassat les mates i bosc, per conrear-lo. Aquesta partida fou en algun moment artigada per tal d'obrir-hi conreus, actualment abandonats, d'on procedeix el seu nom.